# 1600.
◄ | 15. stoljeće | 16. stoljeće | 17. stoljeće | ►
◄ | 1570-ih | 1580-ih | 1590-ih | 1600-ih | 1610-ih | 1620-ih | 1630-ih | ►
◄◄ | ◄ | 1597. | 1598. | 1599. | 1600. | 1601. | 1602. | 1603. | ► | ►►
Arhitektura • Astronomija • Glazba • Kazalište • Kiparstvo • Knjige • Književnost • Kršćanstvo • Medicina • Politika • Pravo • Promet • Slikarstvo • Znanost

## Rođenja
- 17. siječnja – Pedro Calderón de la Barca, španjolski književnik († 1681.)

## Vanjske poveznice
|  | Zajednički poslužitelj ima još gradiva o temi 1600. |